# Wilhelm II Wirtemberski
Wilhelm II Wirtemberski (ur. 25 lutego 1848 w Stuttgarcie, zm. 2 października 1921 tamże) – król Wirtembergii, od 1918 głowa rodziny Wirtembergów.

## Pochodzenie i wczesne lata
Syn księcia Fryderyka i księżniczki Katarzyny. Jego dziadkami byli książę Paweł Wirtemberski i Charlotta von Sachsen-Hildburghausen oraz król Wirtembergii Wilhelm I Wirtemberski i Paulina Wirtemberska. W okresie studiów w Tybindze i Getyndze, gdzie studiował prawo i finanse, książę Wilhelm należał do korporacji Suevia Tübingen oraz Bremensia Göttingen. Po studiach rozpoczął karierę wojskową. Wstąpił do armii pruskiej. W ostatnim okresie panowania Karola I reprezentował go na wszystkich ważniejszych spotkaniach i uroczystościach.

## Rodzina
15 lutego 1877 ożenił się z Marią Waldeck-Pyrmont (1857–1882), córką księcia Jerzego Wiktora Waldeck-Pyrmont i Heleny Nassau. Jej dziadkami byli: książę Jerzy II Waldeck-Pyrmont i Emma von Anhalt-Bernburg-Schaumburg-Hoym oraz książę Wilhelm I Nassau i Paulina Fryderyka Wirtemberska.
Para miała trójkę dzieci:
- Paulinę Olgę (1877–1965), od 1898 żonę Fryderyka, księcia Wied, prababkę Wilhelminy von Wied (ur. 1973) – żony syna obecnego pretendenta do tronu Wirtembergii, Fryderyka von Württemberg
- Ulryka (ur. i zm. 1880)
- córkę, zmarła przy porodzie (1882)

8 kwietnia 1886 ożenił się ponownie z urodzoną w pałacu Ratibořice Charlottą zu Schaumburg-Lippe (1864–1946), z którą pomimo długoletniego małżeństwa nie miał potomstwa.

## Panowanie
Służył w armii pruskiej w Poczdamie. Po śmierci wuja Karola Wirtemberskiego w 1891 roku został królem Wirtembergii. W 1903 roku otrzymał w spadku po księciu Mikołaju Wirtemberskim majątek w Pokoju.
W czasie I wojny światowej był marszałkiem. Abdykował jako ostatni z władców niemieckich 30 listopada 1918 roku. Zamieszkał w swoim pałacu i samotnie spacerował po Stuttgarcie. Uważany za dobrego i łagodnego władcę, szanującego konstytucję, był popularny wśród poddanych. Skoro jednak w 1918 odmówili oni poparcia monarchii, Wilhelm II stał się zgorzkniały i do końca życia miał żal do swoich poddanych za opowiedzenie się za republiką. Był bardzo szanowany przez mieszkańców miasta. Pochowany został na cmentarzu w Ludwigsburgu.
Brak męskiego potomstwa króla stanowił poważny konstytucyjny problem. Po bezpotomnej śmierci kuzyna księcia Mikołaja, następcą tronu został reprezentant katolickiej linii domu wirtemberskiego, książę Albrecht Wirtemberski. Stanowiło to problem, gdyż zgodnie z konstytucją królestwa, król był jednocześnie głową państwowego kościoła luterańskiego w Wirtembergii. Sprawa została nierozwiązana aż do 1918 roku; lecz abdykacja Wilhelma II i zniesienie monarchii rozwiązały ten problem.
Po jego śmierci głową rodziny został Albrecht Wirtemberski – praprawnuk księcia Fryderyka Eugeniusza Wirtemberskiego.
Wilhelm II był uważany za ulubionego i bliskiego ludowi króla. Do dziś opowiada się historię jak mieszkańcy Stuttgartu swojego monarchę witali na spacerze z psami słowami: „Szczęść Boże, Królu” i jak król odwzajemniał to pozdrowienie zdejmując kapelusz i obdarowując dzieci cukierkami.

## Galeria

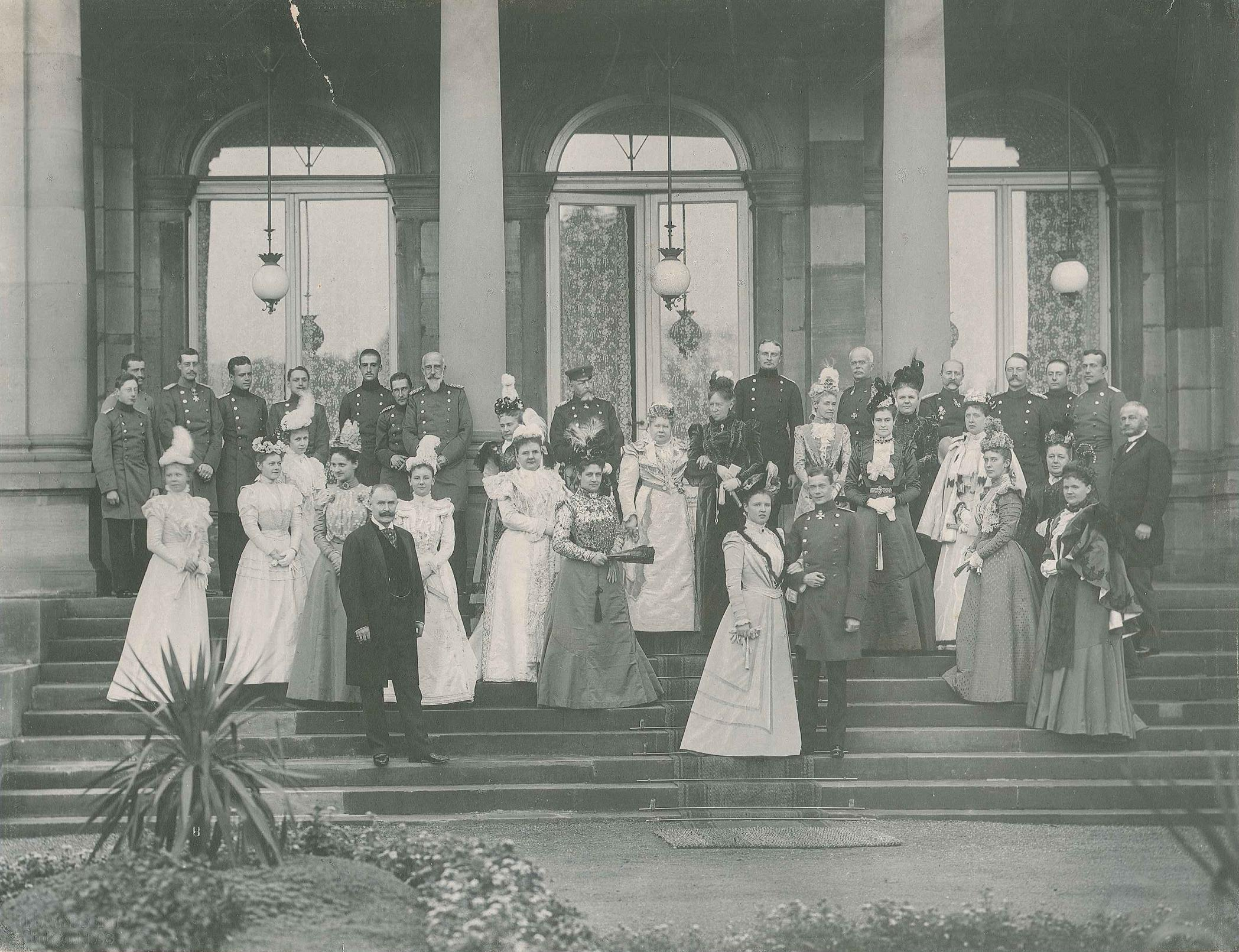
Ślub ks. Pauliny z Fryderykiem zu Wied
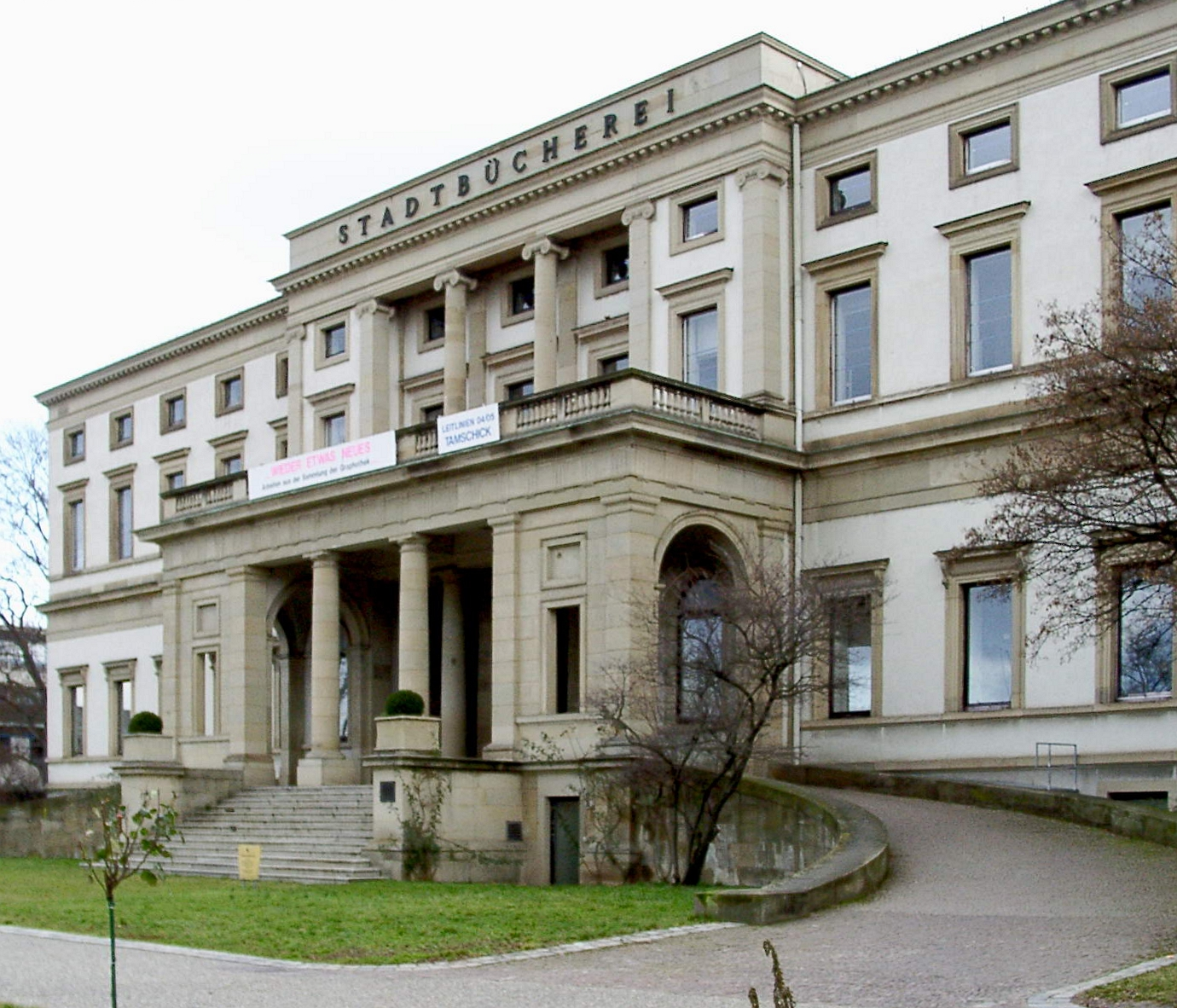
Plac Wilhelma w Stuttgarcie
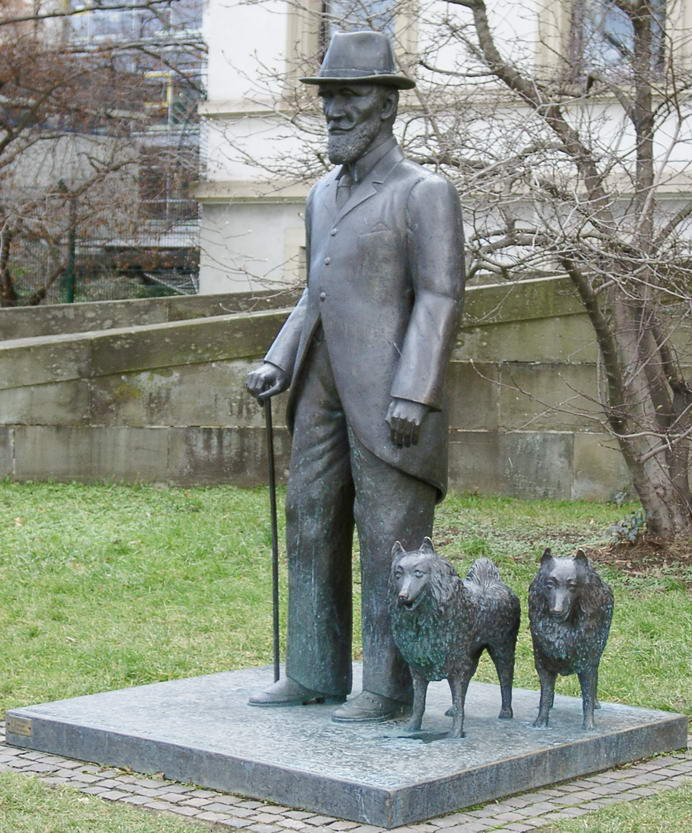
Pomnik Wilhelma
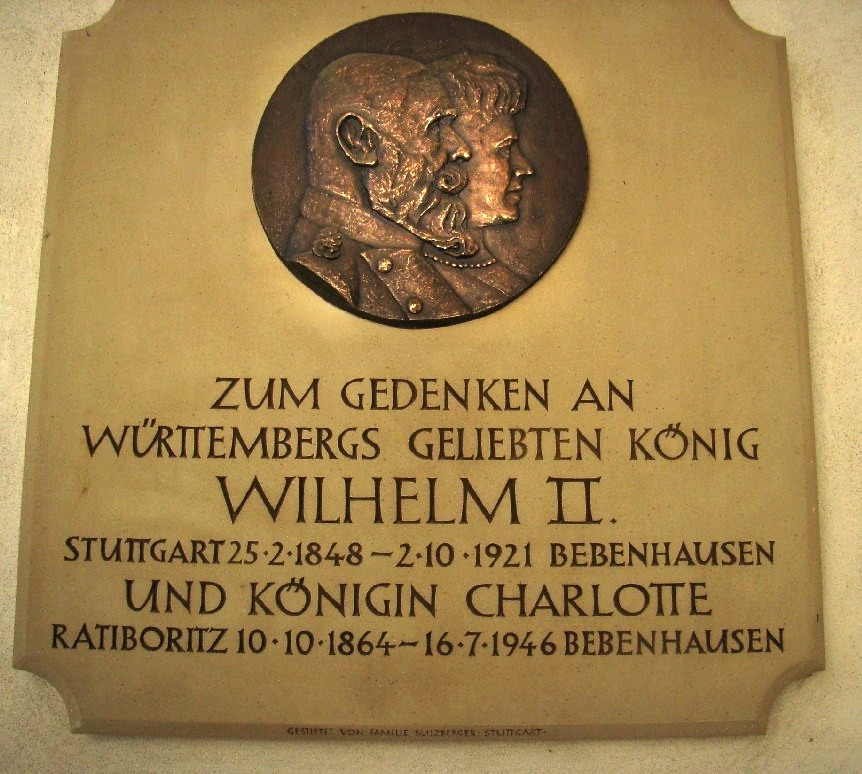
Tablica pamiątkowa w Bebenhausen
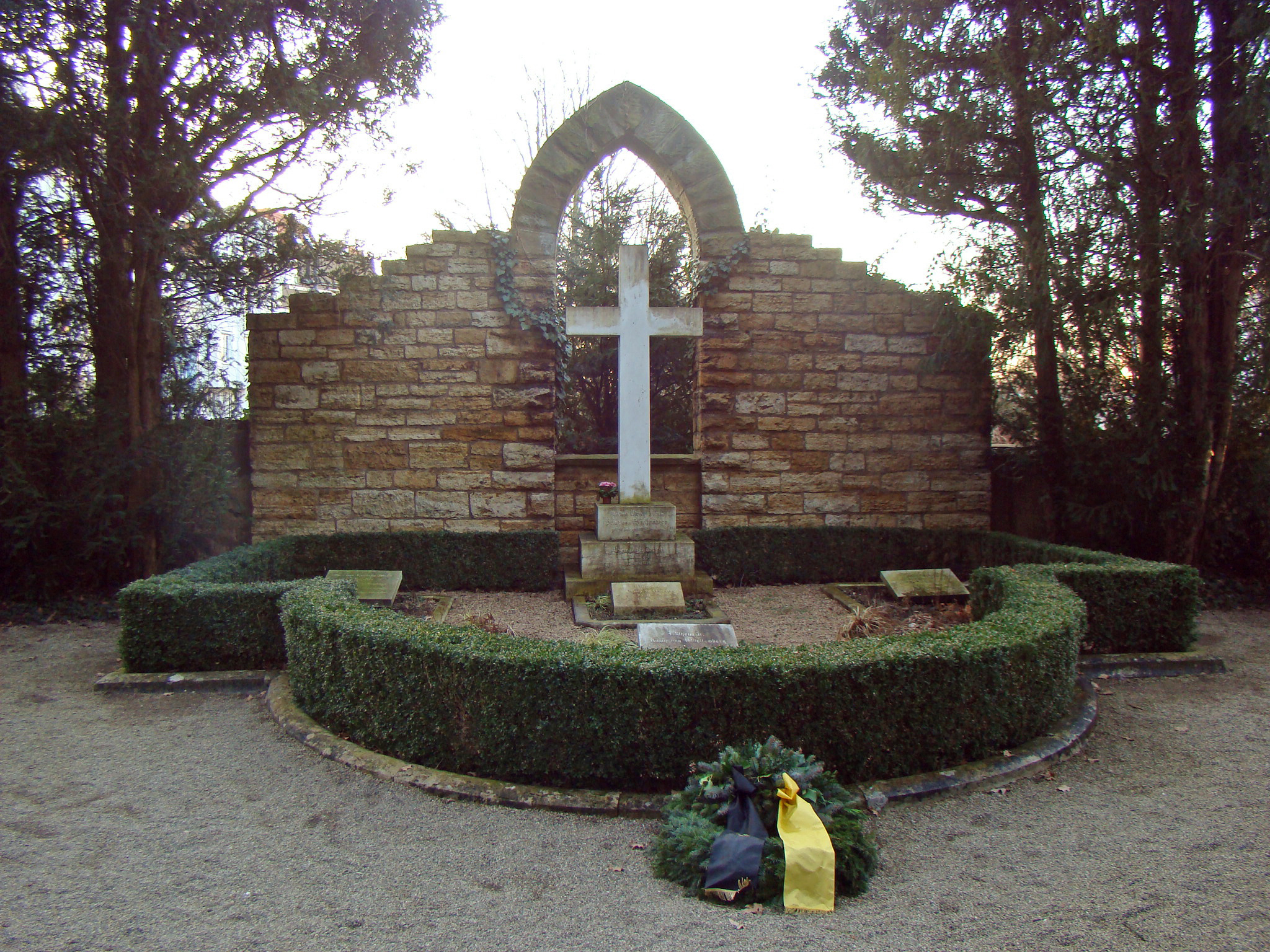
Grób rodzinny Wilhelma

## Odznaczenia
- Wielki Mistrz Orderu Korony (Wirtembergia)
- Wielki Mistrz Orderu Zasługi Wojskowej (Wirtembergia)
- Wielki Mistrz Orderu Fryderyka (Wirtembergia)
- Wielki Mistrz Orderu Olgi (Wirtembergia)
- Odznaka za Służbę Wojskową I Klasy (Wirtembergia)[3]
- Odznaka Pamiątkowa Wojenna (Wirtembergia)[3]
- Odznaka Pamiątkowa Wojenna dla Kombatantów i Niekombatantów (Ces. Niemieckie)[3]
- Krzyż Wielki Orderu Wierności (Badenia)[3]
- Order Korony Rucianej (Saksonia)[3]
- Krzyż Wielki Orderu Ernestyńskiego (Ks. Saksońskie)[3]
- Krzyż Wielki Orderu Wojskowego Świętego Henryka (Saksonia)
- Order Świętego Huberta (Bawaria)[3]
- Krzyż Wielki Orderu Wojskowego Maksymiliana Józefa (Bawaria)
- Krzyż Honorowy I Klasy Orderu Domowego Lippeńskiego (Schaumburg-Lippe)[3]
- Medal Zasługi Wojskowej (Schaumburg-Lippe)[3]
- Krzyż Wielki Orderu Domowego Korony Wendyjskiej ze Złotą Koroną (Meklemburgia)[3]
- Krzyż Wielki Orderu Domowego i Zasługi ze Złotą Koroną (Oldenburg)[3]
- Order Orła Czarnego z Łańcuchem (Prusy)[3]
- Order Orła Czarnego (Prusy)
- Order Wojskowy Pour le Mérite (Prusy)
- Order Królewski Hohenzollernów I Klasy (Prusy)[3]
- Order Świętego Jana (Prusy)[3]
- Krzyż Żelazny II Klasy (Prusy)[3]
- Order Książęcy Hohenzollernów I Klasy (Hohenzollern-Sigmaringen)
- Order Świętego Andrzeja (Rosja)[3]
- Order Świętego Aleksandra Newskiego (Rosja)[3]
- Order Orła Białego (Rosja)[3]
- Order Świętej Anny I Klasy (Rosja)[3]
- Order Świętego Stanisława I klasy (Rosja)[3]
- Order Świętego Jerzego IV Klasy (Rosja)[3]
- Krzyż Wielki Orderu Lwa Niderlandzkiego (Holandia)[3]
- Order Domowy Nassauski Lwa Złotego (Luksemburg)[3]
- Krzyż Wielki Orderu Korony Dębowej (Luksemburg)[3]
- Krzyż Wielki Orderu Świętego Stefana (Austro-Węgry)[3]
- Krzyż Zasługi Wojskowej (Austro-Węgry)
- Krzyż Wielki Orderu Alberta Niedźwiedzia (Anhalt)
- Krzyż Wielki Orderu Henryka Lwa (Brunszwik)
- Krzyż Wielki Orderu Ludwika (Hesja)
- Krzyż Wielki Orderu Sokoła Białego (Weimar)
- Order Annuncjaty (Włochy)
- Order Chryzantemy (Japonia)
- Order Królewski Serafinów (Szwecja)
- Order Złotego Runa (Hiszpania)
- Order Podwiązki (Anglia)

## Genealogia
| Prapradziadkowie                                       | Ernest Fryderyk II Sachsen-Hildburghausen (1727–1780) ∞1758 Ernestyna von Sachsen-Weimar-Eisenach (1740–1786) | Karol II von Mecklenburg-Strelitz (1741–1816) ∞ 1768 Fryderyka Karolina Hessen-Darmstadt (1752–1782) | książę Brunszwiku Karol Wilhelm Welf (1735–1806) ∞ 1764 Augusta Charlotta Hannowerska (1737–1813) | książę Wirtembergii Fryderyk Eugeniusz Wirtemberski (1732–1797) ∞1753 Fryderyk Dorota Hohenzollern (1736–1798) | książę Wirtembergii Fryderyk Eugeniusz Wirtemberski (1732–1797) ∞1753 Fryderyk Dorota Hohenzollern (1736–1798) | książę Wirtembergii Fryderyk Eugeniusz Wirtemberski (1732–1797) ∞1753 Fryderyk Dorota Hohenzollern (1736–1798) | książę Wirtembergii Fryderyk Eugeniusz Wirtemberski (1732–1797) ∞1753 Fryderyk Dorota Hohenzollern (1736–1798) | Karol Christian Nassau-Weilburg (1735–1788) ∞1760 Karolina Oranien-Nassau (1743–1787)       |
| Pradziadkowie                                          | Fryderyk von Sachsen-Altenburg (1763–1834) ∞1785 Charlotta von Mecklenburg-Strelitz (1769–1818)               | Fryderyk von Sachsen-Altenburg (1763–1834) ∞1785 Charlotta von Mecklenburg-Strelitz (1769–1818)      | Augusta Karolina Welf (1764–1788) ∞1780 król Wirtembergii Fryderyk I Wirtemberski (1754–1816)     | Augusta Karolina Welf (1764–1788) ∞1780 król Wirtembergii Fryderyk I Wirtemberski (1754–1816)                  | Augusta Karolina Welf (1764–1788) ∞1780 król Wirtembergii Fryderyk I Wirtemberski (1754–1816)                  | Augusta Karolina Welf (1764–1788) ∞1780 król Wirtembergii Fryderyk I Wirtemberski (1754–1816)                  | Ludwik Wirtemberski (1756–1817) ∞1795 Henrietta Nassau-Weilburg (1780–1857)                                    | Ludwik Wirtemberski (1756–1817) ∞1795 Henrietta Nassau-Weilburg (1780–1857)                 |
| Dziadkowie                                             | Charlotta von Sachsen-Hildburghausen (1787–1847) ∞1805 Paweł Wirtemberski (1785–1852)                         | Charlotta von Sachsen-Hildburghausen (1787–1847) ∞1805 Paweł Wirtemberski (1785–1852)                | Charlotta von Sachsen-Hildburghausen (1787–1847) ∞1805 Paweł Wirtemberski (1785–1852)             | Charlotta von Sachsen-Hildburghausen (1787–1847) ∞1805 Paweł Wirtemberski (1785–1852)                          | król Wirtembergii Wilhelm I Wirtemberski (1781–1864) ∞1820 Paulina Wirtemberska (1800–1873)                    | król Wirtembergii Wilhelm I Wirtemberski (1781–1864) ∞1820 Paulina Wirtemberska (1800–1873)                    | król Wirtembergii Wilhelm I Wirtemberski (1781–1864) ∞1820 Paulina Wirtemberska (1800–1873)                    | król Wirtembergii Wilhelm I Wirtemberski (1781–1864) ∞1820 Paulina Wirtemberska (1800–1873) |
| Rodzice                                                | Fryderyk Wirtemberski (1808–1870) ∞1845 Katarzyna Wirtemberska (1821–1898)                                    | Fryderyk Wirtemberski (1808–1870) ∞1845 Katarzyna Wirtemberska (1821–1898)                           | Fryderyk Wirtemberski (1808–1870) ∞1845 Katarzyna Wirtemberska (1821–1898)                        | Fryderyk Wirtemberski (1808–1870) ∞1845 Katarzyna Wirtemberska (1821–1898)                                     | Fryderyk Wirtemberski (1808–1870) ∞1845 Katarzyna Wirtemberska (1821–1898)                                     | Fryderyk Wirtemberski (1808–1870) ∞1845 Katarzyna Wirtemberska (1821–1898)                                     | Fryderyk Wirtemberski (1808–1870) ∞1845 Katarzyna Wirtemberska (1821–1898)                                     | Fryderyk Wirtemberski (1808–1870) ∞1845 Katarzyna Wirtemberska (1821–1898)                  |
| Wilhelm II Wirtemberski (1848–1921), król Wirtembergii | | |                                                                                                   | | | | |                                                                                             |